# False Alarm
False alarm és una cançó realitzada pel cantautor canadenc The Weeknd, com a part del seu tercer àlbum Starboy. La cançó va ser llançada l'11 d'octubre de 2016 mentre que el videoclip el van publicar el 13 d'octubre del mateix any.

## Sinopsi
El videoclip documenta un violent robatori a un banc. Aquest s'inicia al banc on els lladres segresten a una ostatge per poder escapar. Posteriorment l'escena es trasllada al carrer on els protagonistes aconsegueixen escapar en un camió. Aquests són perseguits per la policia mentre tenen baralles internes. Quan acaba la persecució i després d'un seguit d'accions violentes, només resten vius dos dels lladres i l'ostatge. Finalment, l'ostatge mata un dels lladres i després pateixen un accident i el lladre i protagonista queda greument ferit. És en aquest moment quan l'ostatge agafa el botí i marxa.

### Elements característics del videoclip
Un dels elements més destacats del videoclip és el punt de vista subjectiu que s'ha escollit per la filmació. Aquest punt de vist assimila el codis visuals dels FPS (First person shooters). Visionem el videoclip des de la visió del protagonista, un dels lladres. Al final del videoclip es revela que el protagonista és el cantant del grup, Abel Tesfaye.
La imatge del videoclip ha estat tractada per simular un videojoc. D'aquesta manera prioritzen els colors freds i artificials, elecció artística que encaixa amb la temàtica violenta del videoclip.
A causa de la extrema violència que es mostra, el videoclip conté una advertència d'avís parental i contingut explícit i violència gràfica a l'inici. Aquesta característica ha fet que el videoclip sigui polèmic i hagi aconseguit milions de visualitzacions arreu del món. Tot i ser qualificat per alguns com ara la revista Terra com un suïcidi, és innegable la seva repercussió mediàtica.